# Morenoina minuta
Morenoina minuta är en svampart som beskrevs av J.P. Ellis 1980. Morenoina minuta ingår i släktet Morenoina och familjen Asterinaceae.   Inga underarter finns listade i Catalogue of Life.